# Тимчук Микола Степанович
Мико́ла Степа́нович Тимчу́к (12.12.1889–04.08.1975) — поручник УГА та ДА УНР, один з організаторів БП УГА, інж., громад. діяч.

## Місце народження та юні роки
Народився в м. Чернівці в сім'ї робітника. Випускник пром.(«конструкторської») шк. в рідному місті. Працював у м. Коломия (нині Івано-Франк. обл.).

## Події Першої світової війни (1914-1918рр)
Під час ПСВ воював підстаршиною в 41-му піх. полку австро-угор.армії, у його складі 1918 перебував на Наддніпрян. Україні.

## Вступ до ДА УНР та участь в організації БП УГА
У 11.1918 залишився в м. Київ, вступив до ДА УНР. На поч. 04.1919 прибув до м. Коломия разом з от. М. Топущаком і представником Директорії УНР С. Бублієнком, які з дозволу НКГА зайнялися формуванням БП в УГА. У штабі полку в Коломиї служив ад'ютантом М. Топущака.
У 05.1919 спільно з чет. О. Кантеміром та хор. О. Ґудзом супроводжував М. Топущака в поїздці до ставки Гол. от. С. Петлюри. Після реорганізації наприкінці 05.1919 в м. Копичинці (нині Гусятин. р-ну Терноп. обл.) БП у БК 9-го стрілец. полку 3-ї Залізної д-зії ДА УНР продовжував служити в штабі куреня, який від поч. 06.1919 розташовувався в м. Кам'янець-Подільський (нині Хмельн. обл.).

## Бойові дії проти Червоної армії
У складі БК воював на фронті проти військ ЧА, брав участь у боях за м. Стара Ушиця (нині смт Кам'янець-Подільськ. р-ну), Нова Ушиця (нині смт, обидва Хмельн. обл.), Могилів-Подільський, с. Яруга (нині Могилів-Подільськ. р-ну), м. Ямпіль, Михайлівка (нині Бершад. р-ну) та м. Крижопіль (нині смт, усі Вінниц.обл.).

## Польський фронт та прибуття до Чехословаччини у 1920-1922-х рр
Влітку 1920 воював на польс. фронті в складі ЧУГА.
У 10.1922 через Німеччину прибув до ЧСР.

## Еміграція до США
Працював за фахом. Звідси через якийсь час емігрував до США. Довго мешкав у м. Чикаго (шт. Іллінойс), працював інж. на вирві.

## Громадська та суспільна діяльність в еміграції
Був активним учасником Т-ва співу ім. І. Котляревського. Як секретар найбільшої в Чикаго укр. правосл. парафії церкви Св. Трійці організовував збір коштів на користь УВО з нагоди Листопадового свята 1929. Обраний у 04.1930 секретарем к-ту до влаштування в місті протестаційного віча проти червоного терору в Україні, який координував діяльність 24 укр. громад і т-в та вислав резолюції протесту на адресу Президента США Г. Гувера, до Ліги Націй та ін. міжнар. орг-цій.
Співорганізатор протестаційного віча 21.09.1930 в залі правосл. церкви в Чикаго, яке ухвалило резолюцію проти смертного вироку польс. суду Р. Біді.
1931–32 — голова контрольн. комісії «Злуки українських товариств міста Шикаґа», яка об'єднувала 16 укр. орг-цій.
Щороку брав участь у зборі коштів на користь укр. інвалідів, т-ва «Рідна школа» в Галичині, УККА тощо.

## Нагороди
У 2-й пол. 1940-х нагороджений Хрестом С. Петлюри.

## Місце поховання
Похований у м. Юньйон (обидва шт. Нью-Джерсі, США).